# 한국음식문화재단
한국음식문화재단은 한국의 농수축산물을 이용하여 우리의 전통음식을 세계인의 건강과 입맛에 맞는 명품한식과 건강음식으로 연구 개발하여 한국음식의 세계화에 기여하고 가장 한국적인 음식을 세계인이 일류요리로 발전시킴을 목적으로 2007년 11월 1일 설립허가된 대한민국 농림축산식품부 소관의 재단법인이다. 사무실은 서울시 영등포구 국회대로 68길 11에 있다.

## 주요 사업
- 한국음식의 표준화 및 세계화를 위한 학술연구 및 개발
- 한국음식의 관광 명품화를 위해 명품 한식, 약선 한식 브랜드의 개념 설정과 개발, 보급을 위한 사업
- 한식 세계화 전략으로 전문 한식 요리학교 및 음식문화 교육기관의 운영
- 한식 세계화를 위한 국제 음식문화 교류 행사의 유치 및 해외 식문화 홍보행사 참가
- 재단설립 관련 음식체험 관광시설등의 운영
- 한국 음식문화, 조리교육, 조리관광사업 등의 협력을 위한 외부 조리 전문기관과의 네트워크 구성
- 법인의 설립 목적에 부합하는 한국건강식의연구소, 식문화박물관, 한국음식사회교육 시설 등의 운영
- 한국 '식문화'의 전통 정립하기 (내 나라 음식 찾기)
- 한국 농작물의 유기농화와 유기농 급식을 위한 계몽사업
- 각종 음식축제 및 요리경연과 관련된 여러 행사들의 주최 및 주관